# Miersia chilensis
Miersia chilensis là một loài thực vật có hoa trong họ Amaryllidaceae. Loài này được Lindl. mô tả khoa học đầu tiên năm 1826.